# Takuya Muro
Takuya Muro (室 拓哉 Muro Takuya?, nacido el 2 de noviembre de 1982 en Osaka) es un exfutbolista japonés. Jugaba de guardameta y su último club fue el Oita Trinita de Japón.

## Trayectoria

### Clubes
| Club                 | País          | Año         |
| -------------------- | ------------- | ----------- |
| Okinawa Karuyushi FC | Japón         | 2005        |
| Bay Olympic          | Nueva Zelanda | 2006        |
| Tokyo Verdy          | Japón         | 2007        |
| Sagan Tosu           | Japón         | 2008 - 2013 |
| Oita Trinita         | Japón         | 2014        |

## Estadística de carrera

### J. League
| Club         | Año   | J. League | J. League | Copa J. League | Copa J. League | Total | Total |
| Club         | Año   | Part.     | Goles     | Part.          | Goles          | Part. | Goles |
| ------------ | ----- | --------- | --------- | -------------- | -------------- | ----- | ----- |
| Tokyo Verdy  | 2007  | 0         | 0         | -              | -              | 0     | 0     |
| Sagan Tosu   | 2008  | 24        | 0         | -              | -              | 24    | 0     |
| Sagan Tosu   | 2009  | 47        | 0         | -              | -              | 47    | 0     |
| Sagan Tosu   | 2010  | 17        | 0         | -              | -              | 17    | 0     |
| Sagan Tosu   | 2011  | 18        | 0         | -              | -              | 18    | 0     |
| Sagan Tosu   | 2012  | 0         | 0         | 0              | 0              | 0     | 0     |
| Sagan Tosu   | 2013  | 0         | 0         | 1              | 0              | 1     | 0     |
| Oita Trinita | 2014  | 1         | 0         | -              | -              | 1     | 0     |
| Total        | Total | 107       | 0         | 1              | 0              | 108   | 0     |